# Microchimica Acta
Microchimica Acta (abrégé en Microchim. Acta) est une revue scientifique à comité de lecture. Ce bimensuel publie des articles de recherches originales dans le domaine de la chimie analytique microscopique.
D'après le Journal Citation Reports, le facteur d'impact de ce journal était de 3,741 en 2014. L'actuel directeur de publication est O. S. Wolfbeis (université de Ratisbonne, Allemagne).

## Histoire
Au cours de son histoire, le journal suivant a été incorporé à Microchimica Acta :
- Mikrochemie, 1923-1938  (ISSN 0369-0261)[3]